# Ulle lõpp
Ulle lõpp ist eine Bucht in der Landgemeinde Saaremaa im Kreis Saare auf der größten estnischen Insel Saaremaa. Sie bildet den hinteren Teil der Bucht Muraja laht. Sie liegt im Naturschutzgebiet Kahtla-Kübassaare hoiuala. 
In der Bucht liegt eine kleine unbenannte Insel.
Die Bucht ist 460 Meter breit und schneidet sich 530 Meter tief ins Land ein.